# ニコライ・ヴィンニチェンコ

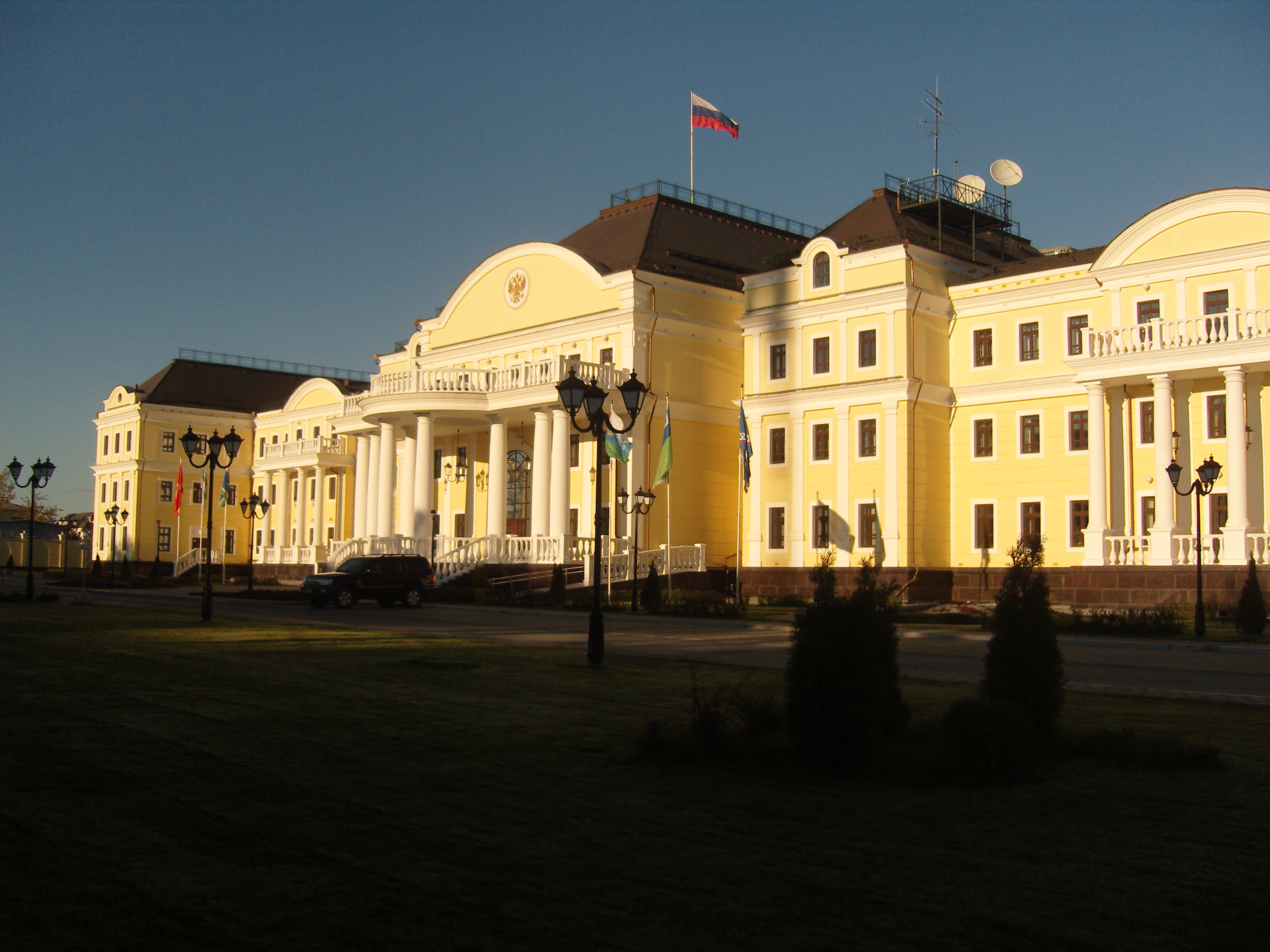
ヴィンニチェンコがエカテリンブルクに建造したウラル連邦管区大統領全権代表部ビル

ニコライ・アレクサンドロヴィチ・ヴィンニチェンコ（ロシア語: Николай Александрович Винниче́нко、ラテン文字転写の例：Nikolay Aleksandrovich Vinnichenko、1965年4月10日 - ）は、ロシアの法律家、政治家、検察官。2013年3月27日からロシア連邦検事次長。カザフ共和国（現、カザフスタン）東カザフスタン州出身。
2003年4月9日から2004年9月12日まで、サンクトペテルブルク市検事長。2004年10月21日からロシア連邦執行吏庁主任執行吏。  
2008年12月8日、ウラル連邦管区大統領全権代表に任命される。在任中、エカテリンブルクに豪華な宮殿のような大統領全権代表部の庁舎ビルを造営した。
2011年9月6日、北西連邦管区大統領全権代表に任命される。
2013年3月11日、ユーリ・チャイカロシア連邦検事総長は、ロシア連邦議会上院連邦会議に次長検事候補としてヴィンニチェンコを指名した。
3月27日、上院はヴィンニチェンコのロシア連邦検事次長就任を承認した。